# Dolenje Brdo
Dolenje Brdo – wieś w Słowenii, w gminie Gorenja vas-Poljane. W 2018 roku liczyła 85 mieszkańców.